# Římskokatolická farnost Bernartice u Trutnova
Římskokatolická farnost Bernartice u Trutnova (německy Bernsdorf) je zaniklé územní společenství římských katolíků v rámci trutnovského vikariátu královéhradecké diecéze. Farnost byla k 1. lednu 2006 administrativně zrušena a její území afilováno farností Žacléř.

## Historie
Duchovní správa v Bernarticích existovala přibližně od 2. poloviny 13. století. V rámci farnosti vznikly v 19. století dva filiální kostely, a sice v Královci a v Lamperticích. Bernartická farnost byla zrušena rozhodnutím královéhradeckého biskupství začátkem roku 2006.
Na území někdejší farnosti se nacházejí tři kostely:
- kostel Nanebevzetí Panny Marie v Bernarticích
- kostel sv. Jana Nepomuckého v Královci
- kostel Nanebevstoupení Páně v Lamperticích

V žádném z uvedených kostelů se nekonají pravidelné bohoslužby.